# Dagen är kommen
Dagen är kommen (latin: Adeste Fideles, engelska: O, Come All Ye Faithful) är en julpsalm. Text och musik anges ofta ha skrivts av John Francis Wade, omkring 1743. Andra som tillskrivts den är John Reading och kung Johan IV av Portugal. Den femte versen lades till av Jean Francois Borderies, 1822.
Sången finns översatt till svenska, bearbetad av Eva Norberg 1974 och 1984. En annan text på svenska heter "O kommen, I trogne" och en annan heter "Församlens, I trogne".
Alla verserna avrundas med tre repetitioner av "O kom, låt oss tillbedja" ("Vi vilja nederfalla" i O kommen, I trogne-varianten) (engelska: O come, let us adore Him) för att till sist ange vem som ska tillbedjas: "vår Herre, Krist." ("för Herren Krist." i O kommen, I trogne-varianten) (engelska: Christ the Lord). På skivan Jul med Adolf Fredrik sjungs textvarianten "vår Herre och Gud."

## Publikation
- Svenska Missionsförbundets sångbok 1903 (som "O kommen, I trogne") som nummer 37, angiven som "melodi från Portugal".[3]
- Sångbok för Göteborgs folkskolor 1931 (som "Församlens, I trogne") som nummer 150, angiven som skriven av J. Reading.[4]
- Den svenska psalmboken 1986 som nr 122 under rubriken "Jul".
- Finlandssvenska psalmboken 1986 som nr 25 under rubriken "Jul".
- Lova Herren 1988 som nr 108 med titeln "O kommen, I trogne", under rubriken "Jul".
- Julens önskesångbok (på engelska, som "O Come, All Ye Faithful"), 1997, under rubriken "Traditionella julsånger", angiven som "gammal julhymn".

## Inspelningar, filmmusik och övriga arrangemang
- En instrumental variant spelas av en symfoniorkester i Carnegie Hall i filmen Ensam hemma 2 - vilse i New York från 1992. Sången förekommer även i filmen Ett päron till farsa firar jul från 1989.[6]
- Som "Dagen är kommen" spelades sången in av svenska sångerskan Carola Häggkvist på hennes julalbum Jul i Betlehem från 1999.[7]
- Twisted Sisters sångare Twisted Sister Dee Snider har sagt att denna sång inspirerade honom då han skrev bandets låt "We're Not Gonna Take It" från 1984.[8] Bandet spelade även in "O, Come All Ye Faithful" på sitt julalbum "A Twisted Christmas" 2006, arrangerad i samma stil som "We're Not Gonna Take It".[9]
- Sången har även spelats in som "Julotta", vilket gjordes av Gunnar Wiklund.[10] Under denna titeln spelades den även in av Anna Lena Löfgren och Arthur Eriksson 1969 på albumet  Jul, jul, strålande jul'.[11]
- Pianisten Bradley Joseph har komponerat ett solopianoarrangemang av denna psalm till albumet Classic Christmas från 2008.